# Parménides (diálogo)
Parménides (en griego, Παρμενίδης) es uno de los diálogos de Platón, perteneciente a su fase de madurez.

## Personajes
En el Parménides, Antifonte narra la conversación que mantuvieron con ocasión de las Grandes Panateneas un jovencísimo Sócrates, Parménides, el Zenón de la escuela eleática y Aristóteles. Un diálogo que Antifonte tuvo ocasión de escuchar en su juventud.

## Contenido
Este es con seguridad el escrito más desafiante de Platón por la dificultad de su interpretación. La parte introductoria recoge una serie de aporías que ponen en duda la consistencia de su propia Teoría de las Formas (o Teoría de las Ideas). La lectura correcta del diálogo, siguiendo el entramado de hipótesis y deducciones que en él se ofrecen, debería dar solución a esas dificultades. Sin embargo, pasados casi dos milenios y medio desde que fuera escrito, sigue sin haberse logrado desenmarañar el embrollo de argumentos diseñado por Platón. El lenguaje empleado, en el que se multiplican los sentidos contradictorios de los términos más técnicos, y la ocultación de la lógica empleada, mucho más compleja que la silogística de su discípulo Aristóteles, han desbaratado todos los intentos de resolver el galimatías. La superación de los problemas lógicos que aparentemente aquejan a la Teoría de las Formas sería factible con solo llegar a comprender el método dialéctico propuesto por Platón. 
En la obra está muy presente la crítica a la filosofía eleática. Es muy posible que su extraña estructura esté determinada por la intención de responder de manera sistemática a los argumentos del libro perdido de Zenón de Elea, al que se hace referencia en la introducción del diálogo. El Parménides se divide en ocho hipótesis o grupos de deducciones dirigidas a investigar lo uno y lo no uno. La primera, la cuarta, la sexta y la octava representan la "versión parmenídea", que considera un uno que no es un todo ni tiene partes. Las restantes hipótesis ofrecen la "versión platónica", en la que el uno sí es un todo y sí tiene partes. A veces se ha desglosado de la segunda hipótesis, como un corolario, el estudio platónico del movimiento, pero es totalmente dependiente del análisis que previamente hace del tiempo. Es posible que Platón esté respondiendo aquí a las paradojas contra el movimiento de Zenón.
Sobre el estado de la controversia en la actualidad puede consultarse el artículo en inglés de Rickless en The Stanford Encyclopedia of Philosophy. También es posible encontrar en castellano alguna propuesta de formalización lógica de las hipótesis centrales del diálogo.